# Heiltz-le-Maurupt
Heiltz-le-Maurupt is een gemeente in het Franse departement Marne (regio Grand Est) en telt 391 inwoners (2004). De plaats maakt deel uit van het arrondissement Vitry-le-François.

## Geografie
De oppervlakte van Heiltz-le-Maurupt bedraagt 16,2 km², de bevolkingsdichtheid is 24,1 inwoners per km².
De onderstaande kaart toont de ligging van Heiltz-le-Maurupt met de belangrijkste infrastructuur en aangrenzende gemeenten.

## Demografie
Onderstaande figuur toont het verloop van het inwonertal (bron: INSEE-tellingen).